# Хитоши Ашида
Хитоши Ашида (芦田均) е японски политик, министър-председател на 47-ото правителство от 10 март до 15 октомври 1948 г.

## Ранни години
Ашида е роден на 15 ноември 1887 г. във Фукучияма, префектура Киото. През 1904 г. завършва гимназия „Кашивабара“ и постъпва в Токийския императорски университет, където учи френско гражданско право. След дипломирането си започва работа в Министерството на външните работи и прекарва там 20 години.

## Политическа кариера
През 1932 г. Ашида подава оставка от Министерството на външните работи в знак на протест срещу водената политика, която въвлича Япония във война с Китай. Същата година е избран за депутат в Камарата на представителите от партията Риккен Сейюкай и е сред най-отявлените противници на вмешателството на военните в политиката. Едновременно с дейността си в парламента от 1933 до 1940 г. Ашида е и главен редактор на най-големия англоезичен вестник в страната Japan Times. След разцеплението на Сейюкай през 1939 г. се включва в групата на нейните „ортодоксали“ членове, водени от Ичиро Хатояма. В годините на Втората световна война обаче политическата му кариера е в застой и той преподава в Университета „Кейо“, където още в 1929 г. защитава докторат по право. След края на Втората световна война Ашида отново става депутат, този път от Либералната партия, която скоро се слива с Прогресивната партия на Киджуро Шидехара и образува Японска демократическа партия. Самият Ашида е избран за неин председател и става министър на здравеопазването и социалното осигуряване в кабинета на Шидехара. През 1946 г. участва активно в парламентарната комисия, обсъждаща проекта за нова конституция на страната, и благодарение на него в нея са вкарани допълнителни клаузи, чиято цел е да се модифицира абсолютната забрана на въоръжените сили, която се е съдържала в първоначалния вариант на документа. В началото на 1947 г. Ашида напуска Либералната партия и основата Японска демократическа партия и през май влиза в правителството на социалиста Тецу Катаяма като министър на външните работи.

## Министър-председател
След оставката на Катаяма през февруари 1948 г. Ашида е избран за нов министър-председател на правителство от демократи, социалисти и кооперативисти. Управлението му обаче трае едва седем месеца и е белязано от голям корупционен скандал, свързан с компанията „Шова Денко“. През юни 1948 г. президентът на компанията е арестуван по обвинения в даването на подкупи на министри, за да получи правителствени заеми. Впоследствие в ареста попадат вицепремиерът Суехиро Нишио, заедно с още 63-ма души. Тъй като двама членове на кабинета са директно обвинени като замесени в скандала, цялото правителство е принудено да подаде оставка. След падането си от власт Ашида също е задържан за кратко и сянката на обвиненията тегне над него до 1958 г., когато името му е окончателно изчистено. Независимо от това след оттеглянето си от премиерския пост и обвиненията в корупция той продължава да участва активно в политиката – през 1955 г. се присъединява към новата Либералнодемократическа партия и става неин съветник. Автор е на няколко книги и смятан за един от най-прозорливите политически умове на своето време. Умира през 1959 г. на 71-годишна възраст.